# Station Blair Atholl
Blair Atholl ((en)  Blair Atholl railway station) is een spoorwegstation van National Rail in Blair Atholl, Perth and Kinross in Schotland aan de Highland Main Line. Het station is eigendom van Network Rail en wordt beheerd door ScotRail. 

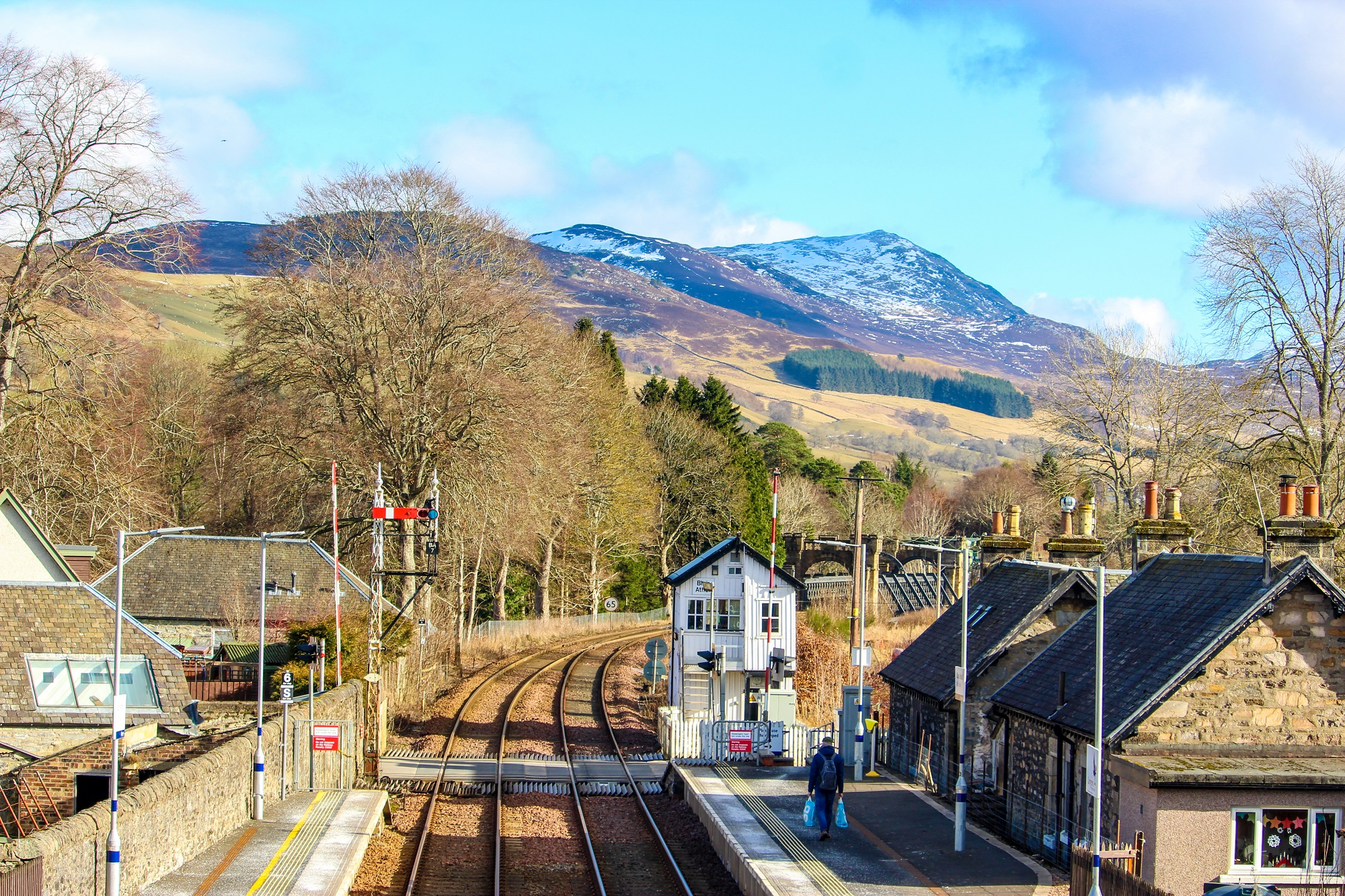
Landschap bij het station
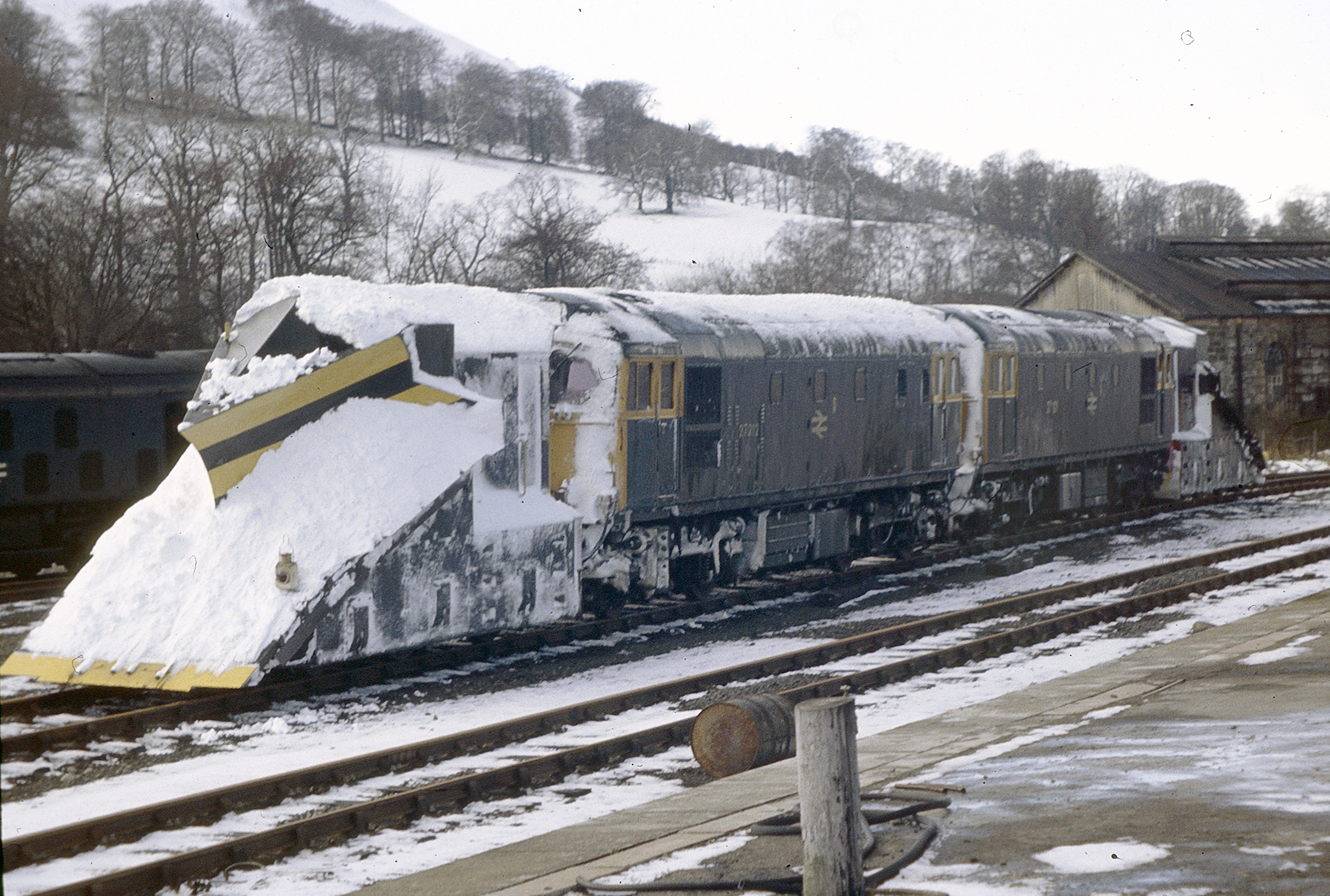
Sneeuwploeg, maart 1982